# Juvenia
Juvenia es un fabricante suizo de relojes de lujo, ubicado en La Chaux-de-Fonds, Suiza. Es una de las pocas empresas relojeras suizas que ha fabricado relojes sin interrupción desde su creación. La marca actualmente es propiedad del grupo de Hong Kong Asia Commercial Holdings Ltd.

## Historia
Juvenia fue fundada en 1860 por Jacques Didisheim-Goldschmidt en Saint-Imier, Suiza. Poco después se mudó a La Chaux-de-Fonds, esperando mejores oportunidades. El hijo de Jacques, Bernard, sucedió más tarde a su padre.
En la década de 1880, Juvenia produjo uno de los primeros relojes de pulsera para damas. En 1914 fabricó el movimiento más pequeño construido en un solo nivel.
La firma es conocida por sus diseños de caja extraordinarios y vanguardistas, indicaciones de tiempo inusuales e inspiración arquitectónica.
En 1988, la compañía fue adquirida por Asia Commercial Holdings Ltd. Con un historial tan prolongado de innovación en relojes, Juvenia continúa produciendo relojes sofisticados con características y funciones innovadoras. En particular, su primer reloj Sextant, nació en la década de 1940, con un dial sin números, una aguja en forma de regla graduada que indica las horas, un minutero con la forma de la aguja de una "brújula", y una manecilla de los segundos con forma de transportador de ángulos. Este reloj es admirado por el actor de cine estadounidense Johnny Depp, quien fue visto luciendo este modelo en la portada de la revista "Esquire" en dos ocasiones. Un año antes, en 2014, la firma anunció oficialmente el lanzamiento de la tercera edición del modelo Sextant. En comparación con el Sextant II, el diámetro de la caja del Sextant III se amplió de 34 mm a 40 mm, con indicación de fecha a las 3 en punto. La parte posterior transparente de la caja permite ver el movimiento mecánico automático.

## Modelos de relojes
Una selección:
- Mystère - 1940
- Excentrique - Caja curva equipada con un movimiento de cuarzo
- Retro Automatic
- Arithmo - reloj de pulsera, de bolsillo o de sobremesa (1945)
- Trigone - grandes agujas triangulares (años 1950)
- Slimatic
- Sextant (desde los años 1940)[4]
- Sport
- Macho